# Біла стрічка (кампанія)
Кампанія «Біла стрічка» (WRC) — це всесвітній профем-рух чоловіків та хлопців за припинення чоловічого насильства проти жінок і дівчат. Він був створений групою чоловіків-профеміністів у Лондоні, Онтаріо, у листопаді 1991 року як відповідь на різанину студенток у Політехнічній школі в 1989 році. Кампанія була спрямована на підвищення обізнаності про поширеність чоловічого насильства проти жінок, а стрічка символізувала «ідею чоловіків здати зброю». Рух активний у понад 60 країнах, він прагне сприяти здоровим стосункам, гендерній рівності та милосердному баченню маскулінності.

## Історія
Історичним контекстом цього дня став злочин на грунті мізогінії, вчинений у Політехнічній школі в Монреалі, Квебек, Канада, 6 грудня 1989 року і названий Монреальською бійнею. 25-річний Марк Лепін через свою ненависть убив 14 жінок.
Значна частина кампанії зосереджена навколо запобігання насильству проти жінок, що включає освіту та наставництво молодих чоловіків щодо таких питань, як насильство та гендерна рівність. Чоловіків і хлопців заохочують носити білі стрічки як символ їхнього протистояння насильству проти жінок. Особливо заохочують носити їх під час Тижня білої стрічки, який починається 25 листопада, у день ООН за ліквідацію насильства проти жінок.
Кампанія «Біла стрічка» діє в понад 60 країнах світу, включаючи Канаду, Великобританію, Пакистан, Італію та Австралію. Кожне відділення White Ribbon працює як окрема організація та має власне управління.
Біла стрічка Австралії
У 2018 році в Австралії день був перенесений з 25 листопада на 23 листопада, щоб стати окремим днем кампанії, відокремленим від міжнародного дня, і був розширений, щоб охопити питання насильства проти дітей. Підприємства можуть отримати «акредитоване робоче місце з білою стрічкою», дійсне протягом трьох років.
3 жовтня 2019 року австралійське відділення руху White Ribbon Australia було ліквідоване після того, як у своїх фінансових звітах опублікувало дані про чистий збиток у розмірі 840 000 австралійських доларів. У березні 2020 року громадська організація із Західної Австралії придбала White Ribbon Australia. Виконавчий директор White Ribbon Canada вітає їхнє зобов'язання співпрацювати, щоб «кинути виклик і підтримати чоловіків і хлопців у реалізації свого потенціалу бути частиною вирішення проблеми припинення всіх форм насильства за ознакою статі». У червні 2020 року новий генеральний директор Австралії заявив про намір зосередити більше уваги на проблемі домашнього насильства і відійти від кампанії, спрямованої на чоловіків, до «залучення всіх австралійців».

## Whiteribbon.org
У 2014 році правозахисна організація A Voice for Men запустила whiteribbon.org як протидію кампанії White Ribbon, перейнявши графіку та мову від White Ribbon. Сайт належить британській активістці Ерін Піцці і має гасло «Зупиніть насильство проти всіх». Звинувачений у «викраденні» White Ribbon, портал жорстко критикував Тодд Майнерсон, колишній виконавчий директор The White Ribbon Campaign, описавши сайт як «кампанію імітатора, що артикулює свої архаїчні погляди та заперечує реалії гендерно-зумовленого насильства». На сайті представлено твердження про те, що домашнє насильство — це поведінка, засвоєна з дитинства, воно вчиняється як жінками, так і чоловіками. Вебсайт піддався значній критиці, його звинуватили в «антифеміністичній пропаганді».

## Критика
Попри те, що WRC мав бути кампанією тиску з боку чоловіків, діяльність австралійської організації була піддана сумніву в 2016 році та пізніше через звинувачення, що день був здебільшого організований жінками, і він був прикладом ледарювання, а не ефективним засобом здійснення корисних змін. Також стверджувалося, що значна частина зібраного фінансування поглиналася адміністративними витратами. Організація заперечує критику, а прихильники, такі як посол White Ribbon Метт де Гроот, оскаржують твердження. Дослідження стверджували, що White Ribbon Australia «нездатна сформулювати значення гендерної рівності та поваги і це є її критичним недоліком».
У жовтні 2018 року організація «Біла стрічка Австралії» планувала відкликати свою заяву про те, що жінки «повинні мати повний контроль над своїм репродуктивним і сексуальним здоров'ям», перейшовши на «агностичну» позицію і проконсультувавшись із зацікавленими сторонами в громаді. Після критики цього кроку початкову позицію було відновлено через кілька годин. Зміна позиції відбулася того самого ранку, коли парламент Квінсленда проголосував за декриміналізацію абортів, що відбулося після тривалого процесу за участю Комісії з реформування законодавства Квінсленда (QLRC). Біла стрічка Австралії була згадана в огляді звіту QLRC про закони про переривання вагітності, оскільки її подання підтверджує необхідність «узгодженого на національному рівні доступу до безпечних і легальних абортів».